# Friendship (miejscowość)
Friendship – miasto w Stanach Zjednoczonych, w stanie Nowy Jork, w hrabstwie Allegany.